# Ansa Ikonen
Aili Ansa Inkeri Ikonen (Sint-Petersburg, 19 december 1913 – Helsinki, 23 mei 1989) was een Fins actrice in films en theater. 

## Biografie
Ansa Ikonen werd geboren in 1913 in Sint-Petersburg, Rusland als kind van Finse ouders. Na de Russische Revolutie verhuisden haar ouders naar Finland. Ikonen studeerde om muzieklerares te worden maar zou nooit dat beroep uitoefenen. In plaats daarvan mikte ze op carrière in de cinema. Na enkele minder belangrijke rollen liet de beroemde regisseur Valentin Vaala haar in 1935 de hoofdrol spelen in Kaikki rakastavat (Iedereen houdt van iemand) met Tauno Palo als mannelijke tegenspeler. Het jaar daarna speelden Ikonen en Palo in een andere huwelijkskomedie. Beide films werden een groot succes en Ansa Ikonen werd een ster. Jarenlang was ze een van de bekendste filmactrices in Finland.
Ikonen en Palo maakten samen in totaal twaalf films, de meeste van hen komedies. Hoewel ze in het echte leven geen koppel waren, veroverden ze toch de harten van het publiek als het gouden koppel van de Finse cinema.
Tegelijkertijd met haar filmcarrière werd Ikonen ook aangenomen bij het Nationaal theater van Finland. Haar carrière daar duurde vierenveertig jaar en ze speelde in klassieke toneelstukken van Finse en buitenlandse auteurs. Ze speelde onder andere in zestien toneelstukken van Shakespeare, zes toneelstukken van Molière en de rol van Nora in Een poppenhuis van Henrik Ibsen.
Ikonen was een goede comédienne alsook een karakterrolactrice. Scenarioschrijvers schreven soms rollen speciaal voor haar. Ze had geen formele opleiding voor theater, maar als filmster leerde ze snel de kneepjes van het vak. In 1949 kreeg ze een beurs en ging ze naar de Old Vics Theatre School in Londen. In 1944 regisseerde ze ook de speelfilm Nainen on Valttia.
Ikonen was getrouwd met de acteur Jalmari Rinne en had twee dochters: Katriina Rinne en Marjatta Rinne. Omdat haar man twintig jaar ouder was dan Ikonen, had ze vaak een rol van zijn dochter in de toneelstukken waarin ze samenwerkten.

## Filmografie (selectie)
- Kaikki rakastavat (1935)
- Syntipukki (The Scapegoat) (1935)
- Koskenlaskijan Morsian (1937)
- Kuriton Sukupolvi (1937)
- Rykmentin murheenkryyni (1938)
- Runon kuningas ja muuttolintu (1940)
- Oi, Kallis Suomenmaa (1940)
- Kulkurin Valssi (The Vagabond's Waltz) (1941)
- Vaivaisukon Morsian (1944)
- Nainen on Valttia (Woman is the Wild Card) (1944); alsook regie
- Nokea ja kultaa (1945)
- Pikajuna Pohjoiseen (1947)
- Gabriel, tule takaisin (Gabriel, Come Back) (1951)
- Tyttö kuunsillalta (1953)
- Rakas Lurjus (Dear Scoundrel) (1955)
- Ratkaisun Päivät (1956)
- Äidittömät (1958)
- Telefon (1977)

## Theaterrollen (selectie)
- Roxane (Edmond Rostand: Cyrano de Bergerac)
- Catherine (Muriel Spark: Doctors of Philosophy)
- Lady Teazle (Richard Sheridan: The School for Scandal)
- Katarina Thorwöst (Serp: Katarina, kaunis leski)
- Isabella (William Shakespeare: Measure for Measure)
- Nora (Henrik Ibsen: Een poppenhuis)
- Kirsti Mara (Tuuli Reijonen: Ovi avautuu)
- Beatrice (William Shakespeare: Much Ado About Nothing)
- Marja Myllymies (Ilmari Turja: Raha ja sana)
- Hilde (Henrik Ibsen: Bygmester Solness)
- Julia (William Shakespeare: Romeo en Julia)
- Juulia (Maria Jotuni: Tohvelisankarin rouva)
- Portia (William Shakespeare: De koopman van Venetië)

## Prijzen en nominaties
De belangrijkste:
| Jaar | Prijs       | Categorie                | Film                | Uitslag  |
| ---- | ----------- | ------------------------ | ------------------- | -------- |
| 1944 | Jussi-Award | Jussi voor beste actrice | Vaivaisukon Morsian | Gewonnen |